# 南大蘇富特
江蘇南大蘇富特科技股份有限公司，簡稱江蘇南大蘇富特科技股份、江蘇南大蘇富特科技、江蘇南大蘇富特，以及南大蘇富特（英語：Jiangsu NandaSoft Technology Company Limited，港交所除牌前：8045），於1998年由南京大學設立資訊科技部，當時名為「江蘇南大蘇富特股份有限公司」。
主要業務在國內經營网络安全、linux系统软件、安全系统集成服务、软件外包服务及软件人才培训、通讯技术及生物医疗、医疗健康、物联网等提供解決方案，總部位於中國南京市上海路金銀街8號，董事長為劉建邦，總裁為潘健翔。
招股價為0.36港元，發行新股為2.34億H股，集資額為0.84億港元，股份則在2001年4月24日於港交所創業板上市。

## 外部連結
- njusoft.com